# Collège communautaire de la Nouvelle-Écosse
Pour les articles homonymes, voir Nova Scotia (homonymie).
 (décembre 2023).
Si vous disposez d'ouvrages ou d'articles de référence ou si vous connaissez des sites web de qualité traitant du thème abordé ici, merci de compléter l'article en donnant les références utiles à sa vérifiabilité et en les liant à la section « Notes et références ».
Le Collège communautaire de la Nouvelle-Écosse (Nova Scotia Community College en anglais), couramment appelé le CCNÉ ou chez les anglophones the NSCC, est un réseau d'établissements d'enseignement supérieur situé en Nouvelle-Écosse, au Canada. Il compte 13 campus et 6 centres d'apprentissages, répartis dans toutes les régions de la province. 25 000 étudiants le fréquentent annuellement. 